# Mariupol, Bobrîneț
Mariupol (în ucraineană Маріуполь) este un sat în comuna Roșceahivka din raionul Bobrîneț, regiunea Kirovohrad, Ucraina.

## Demografie
Componența lingvistică a localității Mariupol
     Ucraineană (97,41%)
     Rusă (1,72%)
     Alte limbi (0,86%)
Conform recensământului din 2001, majoritatea populației localității Mariupol era vorbitoare de ucraineană (97,41%), existând în minoritate și vorbitori de rusă (1,72%).